# Warren Mok
Warren Mok (莫 華倫), es un cantante y tenor de ópera hongkonés, que ha realizado una serie de giras de conciertos desde su debut en 1987, tras presentarse en diferentes países de Europa, como en el prestigioso concierto sínfonico de "Deutsche Oper" de Berlín en Alemania. Tiene un repertorio de 50 representaciones operísticos, en las que se incluyen las siguientes obras como Calaf en Turandot, Cavaradossi en Tosca, Don José en Carmen y Radames en Aida. Ha grabado varios discos en solitario y CD de ópera, incluyendo las siguientes obras como Il trovatore, Simon Boccanegra, Roma, Robert le diable y Hugonotes. También se ha presentado regularmente en diferentes programas de radio y televisión de todo el mundo.
Mok actualmente es director artístico del Festival Internacional de Música de Macao y fundador y director artístico de la Ópera de Hong Kong. Se graduó de la Universidad de Hawái y tiene una Maestría en Música de la Escuela de Música de Manhattan en los Estados Unidos.